# Emil Hardmeier
Emil Hardmeier (* 23. Oktober 1870 im Weiler Wallikon in der Gemeinde Pfäffikon; † 7. November 1935 in Bern), heimatberechtigt in Zumikon und Uster, war ein Schweizer Lehrer und Politiker.

## Leben

### Familie
Emil Hardmeier stammte aus einfachen Verhältnissen und war der Sohn des Landwirts Gottlieb Hardmeier und von dessen Ehefrau Luise (geb. Meili).
Er war seit 1900 mit Lina (1876–1951), die Tochter des Weinhändlers Rudolf Ritter aus Uster, verheiratet; gemeinsam hatten sie mehrere Kinder.
Seine Beisetzung erfolgte in Zürich.

### Werdegang
Von 1886 bis 1890 besuchte Emil Hardmeier das Lehrerseminar Küsnacht (siehe Kantonsschule Küsnacht) und erwarb das Primarlehrerpatent. Darauf arbeitete er von 1891 bis 1893 als Lehrer an der deutschen Schule in Locarno.
In der Zeit von 1893 bis 1895 erhielt er eine Ausbildung zum Sekundarlehrer in Lausanne und an der Universität Zürich. Anschliessend arbeitete er als Sekundarlehrer in Uster und Lehrer an der Handelsschule des Kaufmännischen Vereins, wo er bis zu seinem Eintritt in den Ruhestand im Frühjahr 1930 tätig war.

### Politisches und gesellschaftliches Wirken
Emil Hardmeier setzte sich für die zeitgemässe und soziale Entwicklungen in Jugenderziehung, Volksschule und Volksbildung ein.
Er war von 1908 bis 1926 Zürcher Kantonsrat für die Freisinnig-Demokratische Partei und vom 3. Dezember 1917 bis zum 7. November 1935 Nationalrat. An den Neuwahlen für den Nationalrat wollte er sich 1935 aus gesundheitlichen Gründen nicht mehr beteiligen. Die kantonale Schulsynode wählte ihn für 1917 bis zu seinem Tod (als Nachfolger des zurückgetretenen Friedrich Fritschi) in den Erziehungsrat.
Von 1901 bis 1919 war er Präsident der Kirchen- und Armenpflege Uster sowie von 1905 bis 1908 Mitglied der Kirchensynode und von 1914 bis 1920 des Kirchenrats der Evangelisch-reformierten Landeskirche des Kantons Zürich.
Er war 1907 Mitbegründer und Redaktor der Zeitung Der pädagogische Beobachter im Kanton Zürich sowie im selben Jahr Quästor der Sekundarlehrerkonferenz des Kantons Zürich.
1930 war er Präsident des Komitees, das gegründet worden war, um den Uster-Jahrhunderttag zu organisieren.

### Mitgliedschaften
Emil Hardmeier war von 1905 bis 1934 Präsident des kantonalzürcherischen Lehrervereins.
1909 war er Mitglied im Komitee Asyl für Gemütskranke.

## Schriften (Auswahl)
- Denkschrift zum 25jährigen Bestand des zürcherischen kantonalen Lehrer-Vereins 1893–1918. Uster 1918.